# Death of a Bachelor
Albums de Panic! at the Disco
Too Weird to Live, Too Rare to Die!
(2013) Pray for the Wicked
(2018)
Singles
1. Hallelujah
Sortie : 20 avril 2015
2. Victorious
Sortie : 29 septembre 2015
3. Emperor's New Clothes
Sortie : 31 octobre 2015

Death of a Bachelor est le cinquième album studio du groupe rock américain Panic! at the Disco.

## Écriture
L'écriture de l'album débute en avril 2015, après le départ du batteur Spencer Smith.
Principalement écrit par le chanteur et dernier membre du groupe, Brendon Urie, l'album parle du « nouvel homme [qu'il est] devenu depuis les débuts du groupe ». Il traite notamment de la fin de sa vie de fêtard célibataire, après son mariage en 2013. Il s'inspire également de Frank Sinatra, dont le 100e anniversaire est fêté en 2015.
L'album est en grande partie produit par Jake Sinclair.

## Sortie et accueil
Death of a Bachelor sort le 15 janvier 2016.
L'album est le premier du groupe à atteindre la première place du Billboard 200, avec près de 200 000 exemplaires vendus la semaine de sa sortie.
Il obtient un score de 69 sur Metacritic, indiquant des « critiques généralement favorables ».

## Pistes
Les crédits sont ceux du livret de l'album.
| 1.    | Victorious                         | Brendon Urie, Christopher J. Baran, Mike Viola, White Sea, Jake Sinclair, Alex DeLeon, Rivers Cuomo                                                                         | 2:58 |
| 2.    | Don't Threaten Me with a Good Time | J.R. Rotem, Teal Douville, Carl Lehman, Jerker Hansson, Urie, Sinclair, Amir Salem, Catherine Pierson, Frederick Schneider, Julian Strickland, Cynthia Wilson, Ricky Wilson | 3:33 |
| 3.    | Hallelujah                         | Urie, Aron Wright, Imad-Roy El-Amie, White Sea, Sinclair, Robert William Lamm                                                                                               | 3:00 |
| 4.    | Emperor's New Clothes              | Urie, Sinclair, Lauren Pritchard, Sam Hollander, Dan Wilson | 2:38 |
| 5.    | Death of a Bachelor                | Urie, Pritchard, Sinclair | 3:23 |
| 6.    | Crazy=Genius                       | Urie, Hollander, Sinclair | 3:18 |
| 7.    | LA Devotee                         | Urie, White Sea, Sinclair | 3:16 |
| 8.    | Golden Days                        | Urie, Hollander, Sinclair | 4:14 |
| 9.    | The Good, the Bad and the Dirty    | Urie, Pritchard, Sinclair | 2:51 |
| 10.   | House of Memories                  | Urie, White Sea, Sinclair | 3:28 |
| 11.   | Impossible Year                    | Urie, Hollander, Sinclair | 3:22 |
| 36:06 |                                    | |      |